# 에든버러 공작부인 소피
에든버러 공작부인 소피(Sophie, Duchess of Edinburgh, 1965년 1월 20일 ~ )는 엘리자베스 2세 여왕과 배우자 필립 공의 막내 아들 에드워드 왕자의 부인이다.
결혼 전 이름은 소피 헬렌 리스존스(Sophie Helen Rhys-Jones)이며, 미디어 업계에서 일했다. 1999년 에드워드 왕자와 결혼했고 1남 1녀를 두었다. 결혼 이후에도 홍보 대행사 RJ-H의 회장직을 유지했으나, 고객으로 가장한 기자에게 영국 주요 인사들에 대한 험담을 늘어놓아 구설수에 올랐었다. 이 때문에 왕실은 그녀에게 왕족으로서의 공적 업무나 사적 업무 둘 중 하나를 포기해야 한다고 요구했고, 이에 에드워드 왕자와 그녀는 사실상 파업을 하며, 이에 항의했다. 결국, 회장직을 내려놓고 공적 업무에 전념토록 하는 대가로 연 25만 파운드(약 5억 원)를 지급받기로 합의했다.

## 가족 관계
- 아버지: 크리스토퍼 리스존스
- 어머니: 메리 오실리번
- 남편: 에든버러 공작 에드워드
- 딸: 레이디 루이즈 윈저
- 아들: 웨식스 백작 제임스